# Litoria biakensis
Espèce
Statut de conservation UICN

 DD  : Données insuffisantes
Litoria biakensis est une espèce d'amphibiens de la famille des Pelodryadidae.

## Répartition
Cette espèce est endémique de Nouvelle-Guinée occidentale en Indonésie. Elle se rencontre sur l'île de Biak, à 120 km au large de la côte Nord-Ouest de la Nouvelle-Guinée, dans la province de Papouasie.

## Étymologie
Son nom d'espèce, composé de biak et du suffixe latin -ensis, « qui vit dans, qui habite », lui a été donné en référence au lieu de sa découverte, l'île de Biak.

## Publication originale
- Günther, 2006 : A new species of treefrog of the genus Litoria (Anura,Hylidae) from Biak Island off northwest New Guinea. Salamandra, vol. 42, p. 117-128.